# رشا الرومي
رشا عبد العزيز الرومي ،‌‌‌‌ سيدة أعمال كويتية شغلت سابقا منصب رئيس مجلس الإدارة والرئيس التنفيذي لشركة الخطوط الجوية الكويتية وتعد أول إمرأة تقود الناقل الوطني لدولة الكويت، حيث تولت مسؤوليتها في ديسمبر من العام 2013 بقرار من وزير المواصلات في البلاد، جاء عقب إيقاف ثم إقالة رئيس الشركة السابق سامي النصف على خلفية إتفاق الأخير على صفقة طائرات مستعملة من شركة جيت إيرويز الهندية والتي أثارت عاصفة استياء واسعة على الصعيدين الشعبي والسياسي، إذ وجه عددا من أعضاء البرلمان تساؤلات لوزير المواصلات المشرف على الخطوط الكويتية انتهت بقرار إقالة النصف.

## انجازات
عامان فقط ابتداء من 2014 حتى نهاية 2015 استطاعت خلالهما رشا الرومي تحقيق انجازات ونجاحات كبيرة، فقد اختيرت ضمن أقوى 100 امرأة عربية لعام 2015 وفقا لقائمتي مجلة فوربس الأميركية بالشرق الأوسط، وكذلك ارابيان بيزنس المتخصصة في الاقتصاد والاعمال، وجاء تصنيفها بعد قدرتها على إحداث نقلة نوعية في شركة الطيران الوطنية الكويتية تمثلت في إبرام صفقتي طيران مع كل من ايرباص الأوروبية وبوينغ الأميركية لتحديث اسطول الشركة، الذي يتراوح عمر طائراته ما بين 20 إلى 25 عاما. وتقدر مصادر صحافية قيمة الصفقتان بنحو 3.4 مليار دولار.
وخلال عام واحد نجحت رشا الرومي في تخفيض خسائر الشركة المتراكمة بنسبة 50 في المئة من 67 مليون دينار كويتي في العام 2013 إلى 33 مليون دينار بنهاية العام 2014، ليعكس تفوق سياساتها وقراراتها الإدارية الناجعة التي لم تسلم من سهام التشكيك.
وتمكنت من زيادة حصة الشركة السوقية للركاب في مطار الكويت الدولي إلى 24 في المئة خلال 2015 مقارنة مع 23 في المئة في 2014 بحسب إحصائيات الإدارة العامة للطيران المدني الكويتي.
كما أنها قامت بوضع استراتيجية جديدة للشركة أحدثت على إثرها ثورة إدارية داخل المؤسسة الحكومية أنهت من خلالها خدمات أكثر من 1600 موظفا كويتيا وأجنبيا من إجمالي 6000 آلاف موظف.
حصلت رشا الرومي على تخفيضات هائلة من قيمة صفقتها مع شركة إيرباص الأوربية بلغت نسبتها 10 في المئة، فضلا عن نجاحها في إلغاء شرط كانت ستدودع بموجبه الخطوط الكويتية مبلغ 350 مليون دولار كضمان لإيجار 12 طائرة ضمن العقود المبرمة بين الشركتين.
اعتبر مراقبون وفق مصادر صحافية ان الصفقتن التي أبرمتهما رشا الرومي يعدان من أهم الصفقات في تاريخ النقل الجوي الكويتي ولما لهذا من اعتبارات وأبعاد كثيرة ليس أقلها تفوقها على المسؤولين المتعاقبين على رئاسة الشركة على مدى أكثر من 15 عاما لم يستطيعون تحديث الاسطول لاستعادة الطائر الأزرق - شعار الشركة - إلى ريادته وسابق عهده في المنافسة بالسوق المحلي والإقليمي.

## سياساتها الجريئة
واجهت رشا الرومي موجة انتقادات شديدة من أعضاء في مجلس الأمة الكويتي بسبب سياساتها الإدارية الجريئة وغير المعتادة من مسؤول حكومي، ومضت الرومي في تنفيذ سياساتها التي وصفها خبراء صناعة النقل الجوي ب الناجحة ولم تأبه للعين الحمراء للبرلمان التي يخشاها المسؤولين في البلاد لدرجة دفعت بعض الاعضاء في المجلس إلى تشكيل لجنة تحقيق في صفقة شراء الطائرات من ايرباص بسبب شكوك حول عمليات تنفيع وعمولات استفاد منها البعض إلى ان تحققت اللجنة البرلمانية من ان الصفقة سليمة ولا يشوبها شائبة.
ومنذ فبراير 2016 اصدر وزير المواصلات الكويتي عيسى الكندري قرارا بالتجديد لمجلس إدارة الخطوط الكويتية برئاسة رشا الرومي لمدة ثلاث سنوات مقبلة.